# Simon Pelloutier

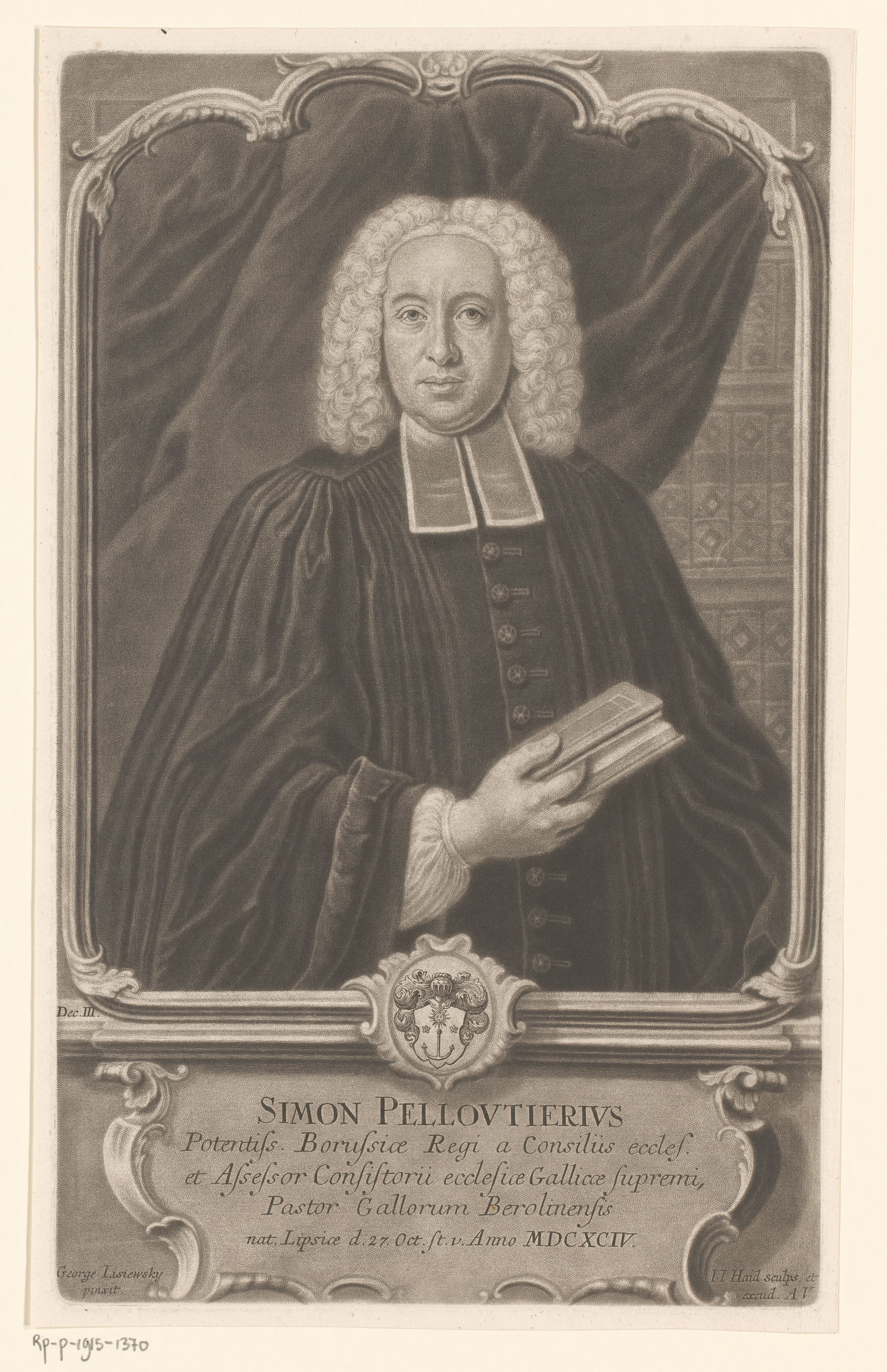
Simon Pelloutier, Stich von Johann Jakob Haid nach einem Gemälde von Georg Lisiewski

Simon Pelloutier (* 27. Oktober 1694 in Leipzig; † 2. Oktober 1757 in Berlin) war ein deutscher Historiker, Theologe und Altertumsforscher („Antiquar“).

## Porträt
Das nebenstehende Porträt zeigt Simon Pelloutier als Halbfigur. Im Hintergrund ist der Teil einer Bibliothek sichtbar. Unten befindet sich eine Wappenkartusche. Im Konsolsockel ist eine fünfzeilige lateinische Legende SIMON PELLOVTIERIVS | Potentiss[imo] Borussiae Regi a Consiliis eccles[iasticis] | et Assessor Consistorii ecclesiae Gallicae supremi, | Pastor Gallorum Berolinensis | nat[us] Lipsiae d[ie] 27. Oct. st[ili] v[eteris] Anno MDCXCIV.
Maler war der Porträtmaler am Hof König Friedrich Wilhelms I. in Preußen Georg Lisiewski. Den Stich für die Druckvorlage fertigte der Kupferstecher und Schabkünstler Johann Jacob Haid.

## Familie
Sein Vater war der aus Lyon stammende Kaufmann Jean Pelloutier, seine Mutter, Françoise Claparède (Clapareste), stammte aus dem Languedoc.
Seine Vorfahren entstammten einer angesehenen Kaufmannsfamilie aus Jausiers in Südfrankreich, die ursprünglich der waldensischen Glaubensrichtung angehörte. Sie hatte schon seit zwei Jahrzehnten in Jausiers gewohnt und ihren Glauben bewahrt und dafür ihr Vermögen aufgeopfert. Als 1623 das Gebiet von Frankreich an das Haus Savoyen abgetreten wurde, wurde die Bevölkerung vor die Wahl gestellt, entweder die Religion zu ändern oder auszuwandern. Der Großvater Simon Pelloutier wanderte deshalb ohne Hab und Gut, begleitet von seinem Sohn Jean und mit der Bibel unter dem Arm, nach Lyon aus. Da er die Vorboten sah, dass das Edikt von Nantes aufgehoben wurde, und die Reformierten nicht mehr lange in Frankreich geduldet wurden, wanderte er 1685 nach Leipzig aus, bevor am 18. Oktober 1685 König Ludwig XIV. das Edikt insgesamt im Edikt von Fontainebleau widerrief. Damit wurden die französischen Protestanten aller religiösen und bürgerlichen Rechte beraubt. Innerhalb weniger Monate flohen Hunderttausende vor allem in die calvinistischen Gebiete der Niederlande, die calvinistischen Kantone der Schweiz und nach Preußen (Edikt von Potsdam). Der Vater starb kurz nach der Geburt des Sohnes im Jahre 1695, sodass seine Mutter für die Erziehung sorgte.
Am 28. November 1720 heiratete Simon Pelloutier Françoise Jassoy (1701–1766), die jüngste Tochter des David Jassoy, der 1655 in Metz geboren und dort als Apotheker tätig war, und seiner 1652 gleichfalls hier geborenen 2. Ehefrau Judith Le Bachelé. Mit ihr hatte er fünf Söhne und zwei Töchter sowie den Sohn David aus erster Ehe, der in Basel Medizin studierte.
Sein Bruder war der ca. 1694 in Leipzig geborene Kaufmann Jean Barthélémy Pelloutier, der am 23. Mai 1722 Charlotte Jassoy (1700–1773), die Tochter der Eheleute Pierre Jassoy (1660–1714), Juwelier in Berlin, und Catherine Séchehaye (1662–1709), in Berlin geheiratet hat. Sie waren wegen der Verfolgung der Hugenotten aus Metz zugewandert. Der Vater von Francoise Jassoy, David Jassoy, war der Bruder des Vaters von Charlotte Jassoy, Pierre Jassoy. Die beiden Ehepartner Charlotte und Françoise Jassoy waren somit Cousinen.
Charlotte Jassoy war die Schwester von Rachel Jassoy (1689–1761), der Großmutter des Pierre Jérémie Hainchelin, des bedeutenden preußischen Finanzbeamten (1727–1787). Er war erster Direktor der Französischen Holzgesellschaft, Direktor des französischen Waisenhauses und der „École de Charité“ in Berlin.
Verwandtschaftliche Beziehungen bestehen auch zu Nikolaus von Béguelin, dem Erzieher des preußischen Thronfolgers und späteren Königs Friedrich Wilhelm II. sowie Direktor der Philosophischen Klasse der Königlich-Preußischen Akademie der Wissenschaften in Berlin. Dieser heiratete 1761 Marie Catharine Pelloutier (1733–1794), die Tochter von Jean Barthélémy Pelloutier und seiner Ehefrau Charlotte Jassoy.

## Leben
Pelloutier besuchte mit Erfolg ab 1701 das reformierte humanistische Gymnasium in Halle und zeichnete sich als begabter Schüler aus. Am Ende des Jahres 1710 wechselte er nach Berlin, um das Studium zu beginnen und hatte das Glück, die Bekanntschaft der reformierten Theologen Alphonse des Vignoles und Jacques Lenfant  sowie des königlichen Bibliothekars in Berlin Maturin Veyssière de La Croze zu machen.
Pelloutier wurde 1712 Erzieher der Kinder des Fürsten von Montbéliard, das damals als linksrheinisches Gebiet zu Württemberg gehörte und schon 1524 die Reformation eingeführt hatte, und ging mit seinen Schülern für die Jahre 1712 bis 1713 nach Genf. Er studierte dort gleichzeitig Theologie bei den Genfer reformierten Theologieprofessoren Jean-Alphonse Turrettini und Bénédict Picket (1655–1724).
1713 ging er zurück nach Berlin und setzte dort seine Studien bei dem protestantischen Geistlichen Jacques Lenfant (1661–1728) fort, der heute vor allem durch seine Geschichte des Konzils von Konstanz bekannt ist.

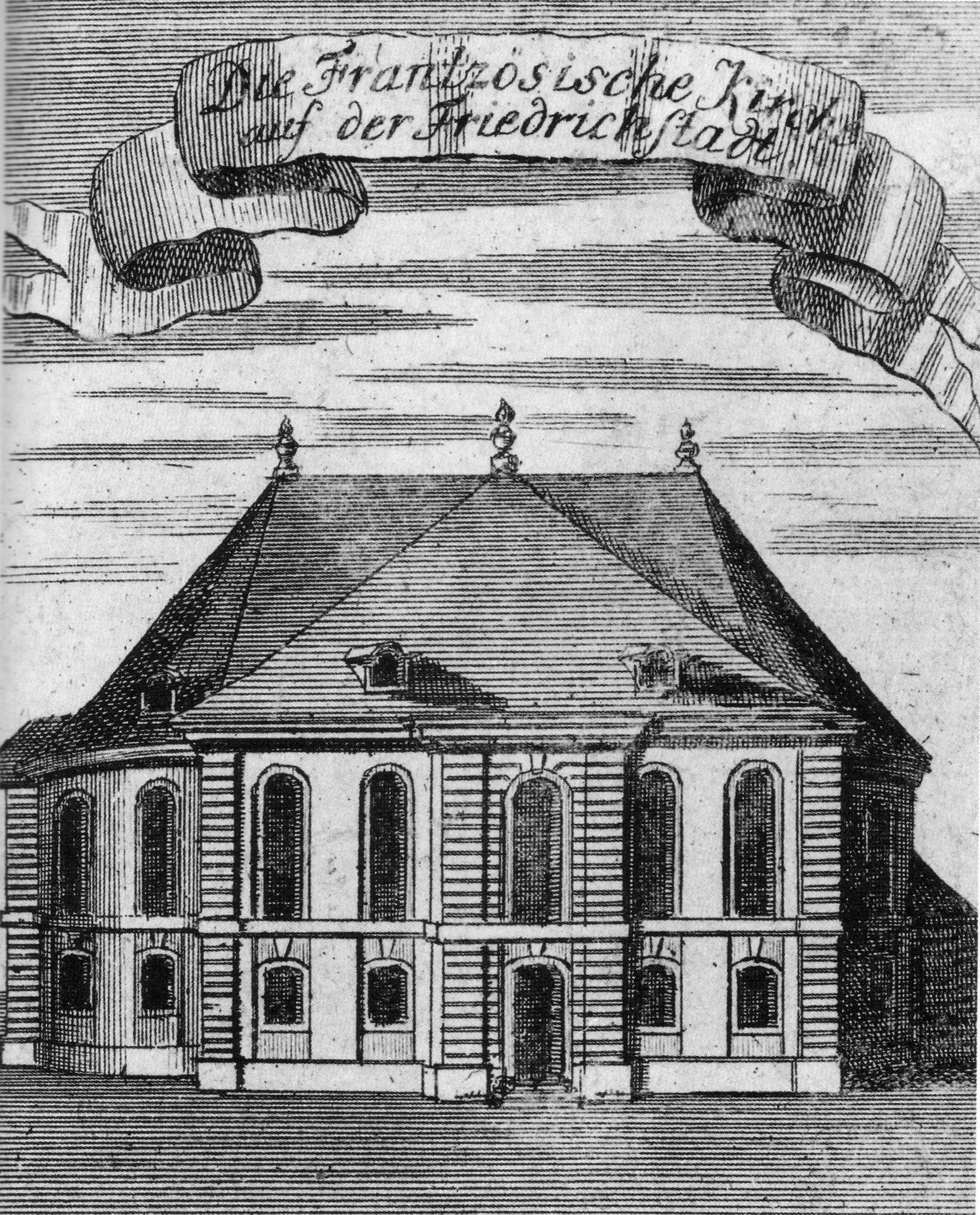
Die Französische Kirche auf der Friedrichsstadt in Berlin, 1740

Seine erste Stelle trat er am 21. Juli 1715 in Französisch Buchholz unweit von Berlin als Nachfolger des königlichen Hof-Pfarrers Isaac de Beausobre an, der eine Stelle in Hamburg angenommen hatte. 1719 übernahm er das Kirchen- und Predigtamt an der französischen Kirche in Magdeburg.
Danach wurde er in Leipzig Nachfolger des französischen kalvinistischen Theologen Gabriel Dumont (1680–1748), der nach Rotterdam gegangen war.
Nachdem 1723 der Prediger François de Repey, der 1701 die Festrede bei der Grundsteinlegung der französischen Kirche in der Friedrichstadt gelegt hatte, verstarb, wurde Pelloutier 1725 vom König als sein Nachfolger als Pastor der französischen Kirche in Berlin bestellt. Dieses Amt übte er bis zu seinem Tode aus.

## Mitgliedschaften und Ehrungen
- 1738 wurde Pelloutier zum kgl. preußischen Konsistorialrat und Beisitzer im Französischen Oberkonsistorium (consistoire supérieure des communeautés réformées françaises) ernannt.
- Er war Mitglied und in Nachfolge des Mathematikers und Astronomen Johann Wilhelm Wagner und von 1745 bis 1757  Bibliothekar der Königlich-Preußischen Akademie der Wissenschaften zu Berlin.[10][11]

## Werke
Sein wichtigstes Werk ist die Histoire des Celtes et particulièrement des Gaulois et des Germains, depuis Les Tems fabuleux jusqu'à la Prise de Rome par les Gaulois, zuerst erschienen in La Haye, 1740–1750, 2 Bände. Da die Ausgabe von 1740/1750 einige Fehler enthält, hat Pierre Chiniac de La Bastide eine zweite Ausgabe nach Überarbeitung ab 1771 herausgegeben, die ins Deutsche von Johann Georg Purmann übersetzt wurde.
Nach seinen eigenen Aussagen begann Pelloutier die Beschäftigung mit prähistorischen Altertümern als Zeitvertreib, dies wuchs sich aber bald zu einer ernsten Studie aus (Vorwort zum ersten Band der keltischen Geschichte).
Pelloutier war, ebenso wie Phillip Cluverus der Ansicht, dass Kelten und Germanen demselben Volk angehörten. Er ging davon aus, dass im Europa nördlich der Donau ursprünglich nur Kelten und Skythen (Sarmaten) ansässig waren. Dazu kamen die Griechen, aber auch in Griechenland gab es eine keltische Urbevölkerung, die Pelasger. Die Römer waren nach Pelloutier nicht aus Troja eingewandert, sondern waren eine Mischung aus Kelten und Griechen.
Die Argumentation Pelloutiers stützt sich auf die antiken Quellen wie Strabon und die Sprachverwandtschaft. Seine pan-europäischen Kelten nehmen in vielen die Indoeuropäer William Jones’ vorweg.

## Rezeption
Pelloutiers Gelehrsamkeit wurde von den Zeitgenossen hoch geschätzt.
Johann Christoph Adelung (1806, 16) urteilte dagegen, nachdem er sich zunächst mit Jacques Martin, der dieselbe Ansicht vertreten hatte, beschäftigt hatte, vernichtend: "Sein Vorgänger Simon Pelloutier übertrifft ihn in seiner Histoire des Celtes … noch an dreisten und selbst unbesonnenen Behauptungen, steht ihm aber an Gelehrsamkeit, Ordnung und scheinbarer Gründlichkeit sehr weit nach."
In der Folge geriet sein Werk in die Auseinandersetzung zwischen "Keltomanen" und den Großdeutschen "Germanomanen" um Ludwig Lindenschmit, was eine neutrale Beurteilung verhinderte. In der Auseinandersetzung schlug die Feindschaft gegen Frankreich durch, die seit der französischen Revolution und den Eroberungen Napoleons gepflegt und zur Deutsch-Französischen Erbfeindschaft hochstilisiert wurde. In der neueren Literatur ist aber der Gedanke der Gleichberechtigung der Völker vorherrschend und verdrängt die angebliche Rangordnung unter den Völkern.

## Ausgaben
- Simon Pelloutier,  Histoire des Celtes : et particulierment des Gaulois et des Germains, depuis les tems fabuleux, jusqu'à la prise de Rome par les Gaulois, À La Haye : Chez Isaac Beauregard, 1740 und 1750, Vol. 1: [44], 574 p.; v. 2: [12], 418 p.
- Simon Pelloutier, Histoire des Celtes et particulièrement des Gaulois et des Germains, depuis Les Tems fabuleux jusqu'à la Prise de Rome par les Gaulois. Isaac Beauregard, La Haye 1740 (Digitalisat).
- Simon Pelloutier, Dissertation sur un passage des commentaires de Jules César de bello Gallico, Livre VI. Chap. 21  in:  Histoire de l'Académie Royale des Sciences et des Belles-Lettres de Berlin, 1749, S. 491 ff, digital
- Simon Pelloutier, Dissertation sur l'origine des Romains, in:  Histoire de l'Académie Royale des Sciences et des Belles-Lettres de Berlin, 1751, S. 103 ff, digital
- Simon Pelloutier,  Discours sur l'expédition de Cyrus contre les Scythes  in:  Histoire de l'Académie Royale des Sciences et des Belles-Lettres de Berlin, 1754 S. 446 ff,  digital
- Simon Pelloutier, Histoire des Celtes, et particulièrement des Gaulois et des Germains, depuis les tems fabuleux, jusqu'à la prise de Rome par les Gaulois et des Germains, Band 1, Paris 1770 (Neuauflage), digital
- Simon Pelloutier, Histoire des Celtes, et particulièrement des Gaulois et des Germains, depuis les tems fabuleux, jusqu'à la prise de Rome par les Gaulois et des Germains, Band 2, Paris 1770 (Neuauflage)
- Simon Pelloutier, Histoire des Celtes, et particulièrement des Gaulois et des Germains, depuis les tems fabuleux, jusqu'à la prise de Rome par les Gaulois et des Germains, Band 3, Paris 1770 (Neuauflage), digital
- Simon Pelloutier, Histoire des Celtes, et particulièrement des Gaulois et des Germains, depuis les tems fabuleux, jusqu'à la prise de Rome par les Gaulois et des Germains, Band 4, Paris 1770 (Neuauflage), digital
- Simon Pelloutier, Histoire des Celtes, et particulièrement des Gaulois et des Germains, depuis les tems fabuleux, jusqu'à la prise de Rome par les Gaulois et des Germains, Band 5, Paris 1771 (Neuauflage), digital:
- Simon Pelloutier, Histoire des Celtes, et particulièrement des Gaulois et des Germains, depuis les tems fabuleux, jusqu'à la prise de Rome par les Gaulois et des Germains, Band 6, Paris 1771 (Neuauflage)
- Simon Pelloutier, Histoire des Celtes, et particulièrement des Gaulois et des Germains, depuis les tems fabuleux, jusqu'à la prise de Rome par les Gaulois et des Germains, Band 7, Paris 1771 (Neuauflage), digital:
- Simon Pelloutier, Histoire des Celtes, et particulièrement des Gaulois et des Germains, depuis les tems fabuleux, jusqu'à la prise de Rome par les Gaulois et des Germains, Band 8, Paris 1771 (Neuauflage), digital:
- Simon Pelloutier, Aelteste Geschichte der Celten, in sonderheit der Gallier und Deutschen, Band 1, Frankfurt 1777, deutsch herausgegeben von Johann Georg Purmann
- Simon Pelloutier, Aelteste Geschichte der Celten, in sonderheit der Gallier und Deutschen, Band 2, Frankfurt 1778, deutsch herausgegeben von Johann Georg Purmann
- Simon Pelloutier, Aelteste Geschichte der Celten, in sonderheit der Gallier und Deutschen, Band 3, Frankfurt 1784, deutsch herausgegeben von Johann Georg Purmann